# Maria Elisabetta di Sassonia (1736-1818)
Maria Elisabetta di Sassonia (Varsavia, 2 febbraio 1736 – Dresda, 24 dicembre 1818) fu una principessa di Polonia-Lituania e Sassonia della casata di Wettin.

## Biografia
Nata nel Palazzo di Wilanów a Varsavia, fu l'undicesima dei quattordici figli dell'elettore di Sassonia e re di Polonia Augusto III e sua moglie, Maria Giuseppa, arciduchessa d'Austria e regina di Polonia. Fin dalla giovane età fu educata allo studio del latino, francese e polacco e in altri vari campi quali: filosofia, geografia, religione, disegno, musica e danza.
La sua passione per il teatro la portò a concentrarsi in questo campo sin dalla più tenera età. Nel 1763 Maria Elisabetta e la sorella minore Maria Cunegonda recitarono insieme nell'opera Talestri, regina delle Amazzoni composta dalla cognata, la principessa Maria Antonia di Baviera.
In quanto principessa di famiglia reale, venne destinata altresì a sposare un principe per rafforzare i legami politici del padre. Un possibile candidato scelto da suo padre, fu suo cugino di secondo grado, l'arciduca d'Austria Giuseppe (poi imperatore col nome di Giuseppe II). Giuseppe era già vedovo della prima moglie Isabella di Borbone-Parma che era morta senza eredi. Maria Elisabetta, come già sua sorella Maria Cunegonda, erano le candidate ideali dal momento che la sorella minore della defunta principessa, Maria Luisa di Borbone-Parma, era già promessa in sposa al principe Carlo di Napoli e pertanto Giuseppe optò per rafforzare i legami ad ovest maritandosi con una principessa delle casate di Baviera o di Sassonia. Augusto III, del resto, premeva per questo matrimonio anche per risanare le languenti casse dello stato sassone; ad un incontro organizzato tra i due nel 1764, ad ogni modo, Giuseppe preferì Maria Giuseppa di Baviera. Di fronte a questo rifiuto, per quanto garbato, Maria Cunegonda divenne monaca e la sorella Maria Elisabetta rimase nubile per il resto della sua vita.
Morì nel 1818 a Dresda.

## Titoli
- 2 febbraio 1736 – 24 dicembre 1818: Sua altezza serenissima la principessa Maria Elisabetta di Sassonia

## Antenati
|                                              |                      |                                           | Genitori                                |  |  | Nonni |  |  | Bisnonni                         |  |  | Trisnonni                       |  |
|                                              |                      |                                           |                                         |  |  |       |  |  | Giovanni Giorgio III di Sassonia |  |  | Giovanni Giorgio II di Sassonia |  |
|                                              |                      |                                           |                                         |  |  |       |  |  | Giovanni Giorgio III di Sassonia |  |  | Giovanni Giorgio II di Sassonia |  |
|                                              |                      | Maddalena Sibilla di Brandeburgo-Bayreuth |                                         |  |  |       |  |  | Giovanni Giorgio III di Sassonia |  |  |                                 |  |
| Augusto II di Polonia                        |                      |                                           |                                         |  |  |       |  |  | Giovanni Giorgio III di Sassonia |  |  |                                 |  |
|                                              |                      | Anna Sofia di Danimarca                   | Federico III di Danimarca               |  |  |       |  |  |                                  |  |  |                                 |  |
|                                              |                      | Anna Sofia di Danimarca                   | Federico III di Danimarca               |  |  |       |  |  |                                  |  |  |                                 |  |
|                                              |                      | Anna Sofia di Danimarca                   | Sofia Amelia di Brunswick e Lüneburg    |  |  |       |  |  |                                  |  |  |                                 |  |
| Augusto III di Polonia                       |                      | Anna Sofia di Danimarca                   |                                         |  |  |       |  |  |                                  |  |  |                                 |  |
|                                              |                      | Cristiano Ernesto di Brandeburgo-Bayreuth | Ermanno Augusto di Brandeburgo-Bayreuth |  |  |       |  |  |                                  |  |  |                                 |  |
|                                              |                      | Cristiano Ernesto di Brandeburgo-Bayreuth | Ermanno Augusto di Brandeburgo-Bayreuth |  |  |       |  |  |                                  |  |  |                                 |  |
|                                              |                      | Cristiano Ernesto di Brandeburgo-Bayreuth | Sofia di Brandeburgo-Ansbach            |  |  |       |  |  |                                  |  |  |                                 |  |
| Cristiana Eberardina di Brandeburgo-Bayreuth |                      | Cristiano Ernesto di Brandeburgo-Bayreuth |                                         |  |  |       |  |  |                                  |  |  |                                 |  |
|                                              |                      | Sofia Luisa di Württemberg                | Eberardo III di Württemberg             |  |  |       |  |  |                                  |  |  |                                 |  |
|                                              |                      | Sofia Luisa di Württemberg                | Eberardo III di Württemberg             |  |  |       |  |  |                                  |  |  |                                 |  |
|                                              |                      | Sofia Luisa di Württemberg                | Anna Caterina Dorotea di Salm-Kyrburg   |  |  |       |  |  |                                  |  |  |                                 |  |
| Maria Elisabetta di Sassonia                 |                      | Sofia Luisa di Württemberg                |                                         |  |  |       |  |  |                                  |  |  |                                 |  |
|                                              | Leopoldo I d'Asburgo | Ferdinando III d'Asburgo                  |                                         |  |  |       |  |  |                                  |  |  |                                 |  |
|                                              | Leopoldo I d'Asburgo | Ferdinando III d'Asburgo                  |                                         |  |  |       |  |  |                                  |  |  |                                 |  |
|                                              | Leopoldo I d'Asburgo | Maria Anna di Spagna                      |                                         |  |  |       |  |  |                                  |  |  |                                 |  |
| Giuseppe I d'Asburgo                         | Leopoldo I d'Asburgo |                                           |                                         |  |  |       |  |  |                                  |  |  |                                 |  |
|                                              |                      | Eleonora del Palatinato-Neuburg           | Filippo Guglielmo del Palatinato        |  |  |       |  |  |                                  |  |  |                                 |  |
|                                              |                      | Eleonora del Palatinato-Neuburg           | Filippo Guglielmo del Palatinato        |  |  |       |  |  |                                  |  |  |                                 |  |
|                                              |                      | Eleonora del Palatinato-Neuburg           | Elisabetta Amalia d'Assia-Darmstadt     |  |  |       |  |  |                                  |  |  |                                 |  |
| Maria Giuseppa d'Austria                     |                      | Eleonora del Palatinato-Neuburg           |                                         |  |  |       |  |  |                                  |  |  |                                 |  |
|                                              |                      | Giovanni Federico di Brunswick-Lüneburg   | Giorgio di Brunswick-Lüneburg           |  |  |       |  |  |                                  |  |  |                                 |  |
|                                              |                      | Giovanni Federico di Brunswick-Lüneburg   | Giorgio di Brunswick-Lüneburg           |  |  |       |  |  |                                  |  |  |                                 |  |
|                                              |                      | Giovanni Federico di Brunswick-Lüneburg   | Anna Eleonora di Assia-Darmstadt        |  |  |       |  |  |                                  |  |  |                                 |  |
| Guglielmina Amalia di Brunswick-Lüneburg     |                      | Giovanni Federico di Brunswick-Lüneburg   |                                         |  |  |       |  |  |                                  |  |  |                                 |  |
|                                              |                      | Benedetta Enrichetta del Palatinato       | Edoardo del Palatinato-Simmern          |  |  |       |  |  |                                  |  |  |                                 |  |
|                                              |                      | Benedetta Enrichetta del Palatinato       | Edoardo del Palatinato-Simmern          |  |  |       |  |  |                                  |  |  |                                 |  |
|                                              |                      | Benedetta Enrichetta del Palatinato       | Anna Maria di Gonzaga-Nevers            |  |  |       |  |  |                                  |  |  |                                 |  |
|                                              |                      | Benedetta Enrichetta del Palatinato       |                                         |  |  |       |  |  |                                  |  |  |                                 |  |